# Blockschuttwälder am Pleysteiner Sulzberg
Blockschuttwälder am Pleysteiner Sulzberg este o arie protejată (arie specială de conservare — SAC, sit de importanță comunitară — SCI) din Germania întinsă pe o suprafață de 110,94 ha, integral pe uscat.

## Localizare
Centrul sitului Blockschuttwälder am Pleysteiner Sulzberg este situat la coordonatele 49°39′51″N 12°29′07″E / 49.6642°N 12.4853°E.

## Înființare
Situl Blockschuttwälder am Pleysteiner Sulzberg a fost declarat sit de importanță comunitară în martie 2001 pentru a proteja 1 specie de animale. Situl a fost protejat și ca arie specială de conservare în aprilie 2016.

## Biodiversitate
Situată în ecoregiunea continentală, aria protejată conține 2 habitate naturale: Păduri de fag Luzulo-Fagetum, Păduri pe pante, grohotișuri și ravene de Tilio-Acerion.
La baza desemnării sitului se află o specie protejată de  păsări: ciocănitoare neagră (Dryocopus martius).